# Gabriele Lingelbach
Gabriele Lingelbach (* 30. Dezember 1966 in Marburg) ist eine deutsche Historikerin.
Gabriele Lingelbach studierte die Fächer Geschichte, Volkswirtschaftslehre und Germanistik an der Freien Universität Berlin und der Humboldt-Universität zu Berlin sowie an der École des Hautes Études en Sciences Sociales in Paris. 1995 legte sie die Magisterprüfung ab. Von 1995 bis 2000 war sie Promotionsstipendiatin des Graduiertenkollegs Gesellschaftsvergleich. Im Jahr 2000 wurde sie an der Freien Universität Berlin und der Humboldt-Universität Berlin mit der Arbeit Die Institutionalisierung der Geschichtswissenschaft in Frankreich und den USA von den 1860er Jahren bis zum Beginn des 20. Jahrhunderts promoviert. Von 2000 bis 2007 war sie wissenschaftliche Assistentin für Neuere Geschichte an der Universität Trier, unterbrochen von 2004 bis 2005 für ein Jahr als John F. Kennedy Memorial Fellow an der Harvard University. In Trier erfolgte 2007 ihre Habilitation mit der Arbeit Spenden und Sammeln. Die Entwicklung des bundesrepublikanischen Spendenmarktes von den späten 1940er bis in die frühen 1980er Jahre. Von 2007 bis 2008 war sie Akademische Rätin auf Zeit für Neuere Geschichte an der Universität Trier. Von 2008 bis 2010 hatte sie eine Lehrstuhlvertretung für Geschichte des romanischen Westeuropa an der Universität Freiburg. Ab 2010 lehrte sie als Professorin für Globalgeschichte des 19. und 20. Jahrhunderts an der Otto-Friedrich-Universität Bamberg. Seit 2013 ist sie W3-Professorin für Geschichte der Neuzeit an der Universität Kiel.
Sie war 2013/14 Senior Fellow am Alfried Krupp Wissenschaftskolleg Greifswald. Im Jahr 2014 wurde sie in die Academia Europaea gewählt. Lingelbach war 2018/2019 Senior Fellow des Historischen Kollegs München und arbeitete an ihrem Buchprojekt Deutschland in der Welt – die Welt in Deutschland. Eine Globalgeschichte Deutschlands im 19. und 20. Jahrhundert.
Ihre Forschungsschwerpunkte sind die Migrationsgeschichte des 19. und 20. Jahrhunderts im globalen Kontext, die Geschichte der wirtschaftlichen Globalisierung, die europäische Kolonialgeschichte, die Geschichte der Geschichtswissenschaft, die Universitätsgeschichte im internationalen Vergleich und die Geschichte der geistigen, körperlichen und psychischen Behinderungen. Lingelbach publizierte mehrere Aufsätze zur Geschichte der französischen und US-amerikanischen Geschichtswissenschaft und zur Geschichte des bundesrepublikanischen Spendenwesens.

## Schriften (Auswahl)
Monographien
- Spenden und Sammeln. Der westdeutsche Spendenmarkt bis in die frühen 1980er Jahre (= Moderne Zeit. Neue Forschungen zur Gesellschafts- und Kulturgeschichte des 19. und 20. Jahrhunderts. Band 18). Wallstein-Verlag, Göttingen 2009, ISBN 978-3-8353-0538-0 (Teilweise zugleich: Trier, Universität, Habilitations-Schrift, 2006).
- mit Harriet Rudolph: Geschichte studieren. Eine praxisorientierte Einführung für Historiker von der Immatrikulation bis zum Berufseinstieg (= Lehrbuch). VS, Verlag für Sozialwissenschaften, Wiesbaden 2005, ISBN 978-3-531-14557-0 (Rezension).
- Klio macht Karriere. Die Institutionalisierung der Geschichtswissenschaft in Frankreich und den USA in der zweiten Hälfte des 19. Jahrhunderts (= Veröffentlichungen des Max-Planck-Instituts für Geschichte. Band 181). Vandenhoeck & Ruprecht, Göttingen 2003, ISBN 3-525-35177-1 (Teilweise zugleich: Berlin, Freie Universität, Dissertation, 2000).

Herausgeberschaften
- Narrative und Darstellungsweisen der Globalgeschichte (= Schriften des Historischen Kollegs. Band 108). De Gruyter Oldenbourg, Berlin/München/Boston 2022.
- mit Sebastian Barsch, Elsbeth Bösl und Raphael Rössel: Disability History (= Zeithistorische Forschungen 19, 2022, Heft 2).
- mit Alexa Klettner: Blindheit in der Gesellschaft. Historischer Wandel und interdisziplinäre Zugänge (= Disability history. Band 6). Campus Verlag, Frankfurt am Main u. a. 2018, ISBN 978-3-593-50818-4.
- mit Anne Waldschmidt: Kontinuitäten, Zäsuren, Brüche? Lebenslagen von Menschen mit Behinderungen in der deutschen Zeitgeschichte. Campus Verlag, Frankfurt am Main u. a. 2016, ISBN 978-3-593-50520-6.
- Vorlesung, Seminar, Repetitorium. Universitäre geschichtswissenschaftliche Lehre im historischen Vergleich. Meidenbauer, München 2006, ISBN 3-89975-566-9.